# Varnsdorfský Špičák
Der Varnsdorfský Špičák (deutsch: Warnsdorfer Spitzberg) ist ein 544,3 m hoher Berg im Lausitzer Bergland in der tschechischen Region Ústí an der Grenze zur deutschen Oberlausitz. Er erhebt sich etwa zwei Kilometer nordöstlich vom Zentrum der Stadt Varnsdorf. Auf seiner Phonolithkuppe befand sich bis 1966 eine kleine Bergbaude, heute ist diese aber wieder bewaldet.

## Geschichte
1836 wurde erstmals vermutet, dass es an den Hängen des Berges Braunkohle geben müsse. Daraufhin wurden Mitte des 19. Jahrhunderts in Varnsdorf und Seifhennersdorf Abbaugesellschaften gegründet, die aber ihren Betrieb aufgrund der geringen Mächtigkeiten der Flöze und der schlechten Erträge bald wieder einstellen mussten.
Schon vor Ende des 19. Jahrhunderts existierte auf dem Gipfel des Špičák eine hölzerne Aussichtsplattform. Später erteilte der Fürst Liechtenstein dem Gastwirt Franz Kühnel den Bau eines Ausflugsrestaurants mit einem 14 Meter hohen Aussichtsturm, dieses eröffnete der Wirt am 12. Juli 1898. Allerdings brannte das Gebäude bereits am 26. November 1905 nieder. Kurz darauf wurde ein neuer Gasthof errichtet und im Frühling des nächsten Jahres eröffnet. Doch auch dieser fiel den Flammen nach kurzer Zeit am 5. Juli 1915 zum Opfer.
Erst 1930 wurde wieder eine kleinere Baude auf dem Berg errichtet. Diese überdauerte den Zweiten Weltkrieg, musste aber Anfang der 1950er Jahre geschlossen werden, als eine Sperrzone entlang der deutsch-tschechischen Grenze eingerichtet wurde. Die Baude diente dann einige Zeit als Unterkunft für die Grenzwachen, war aber schließlich 1966 vollständig verfallen.